# Салат (блюдо)

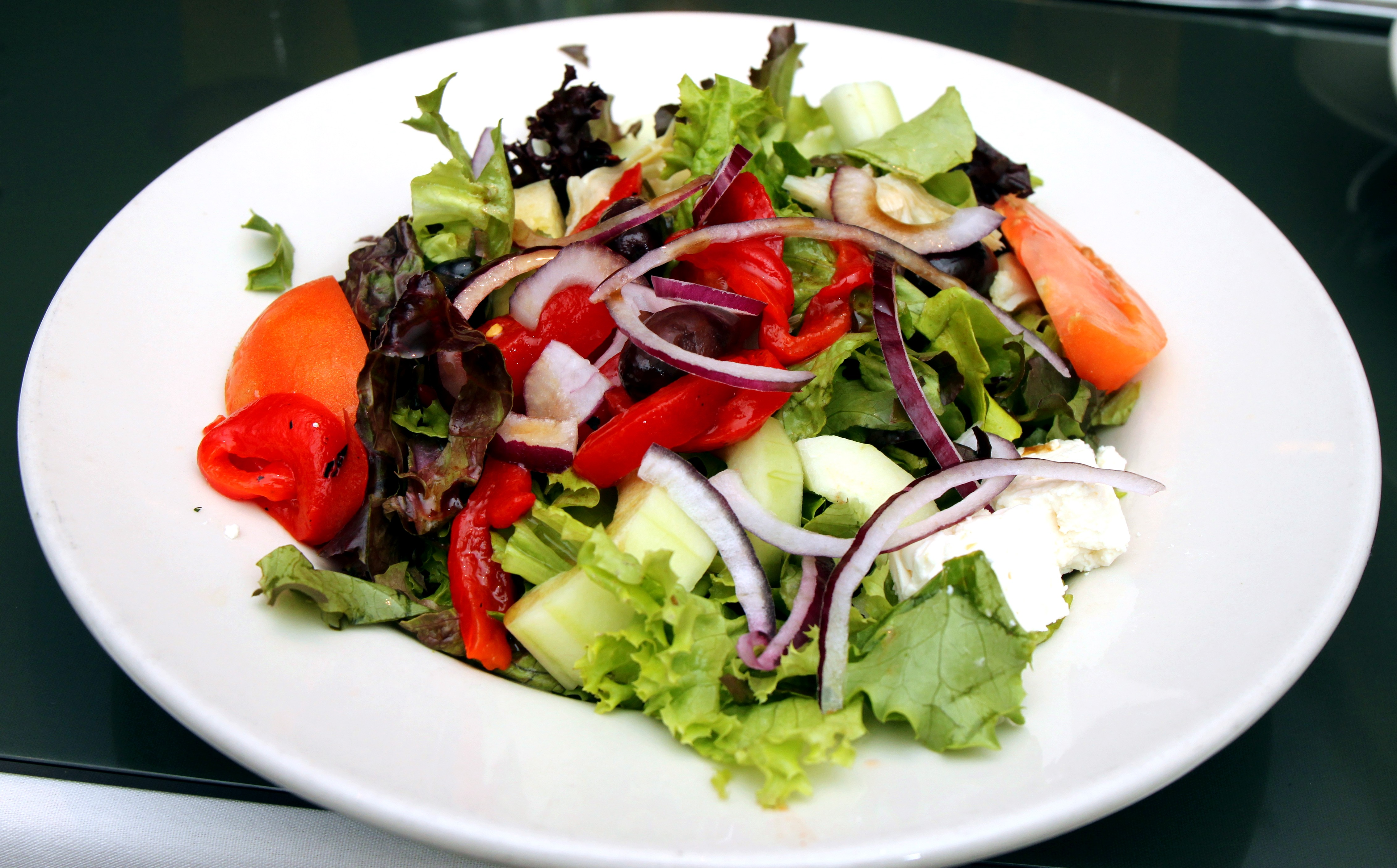
Салат из сырых овощей

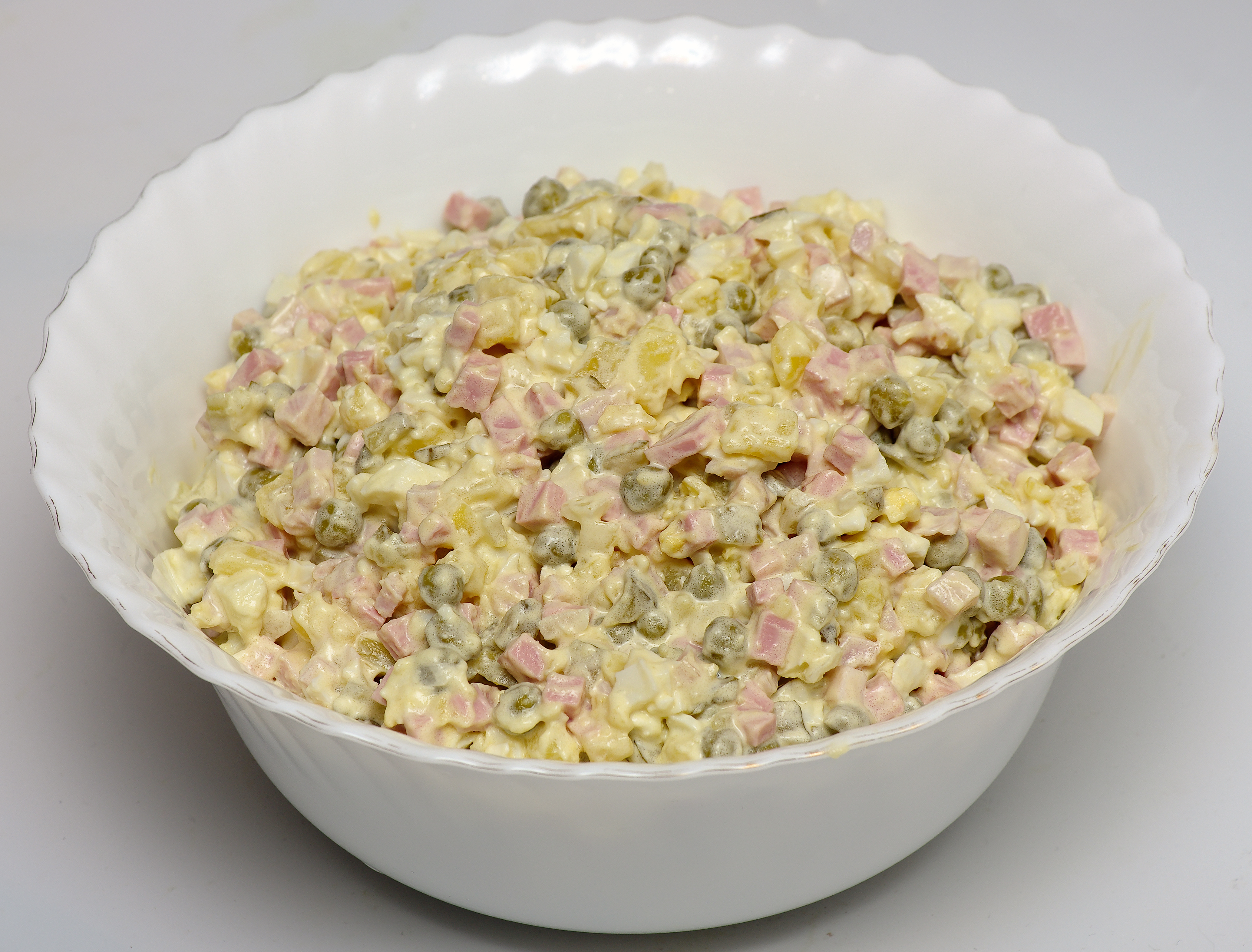
Оливье

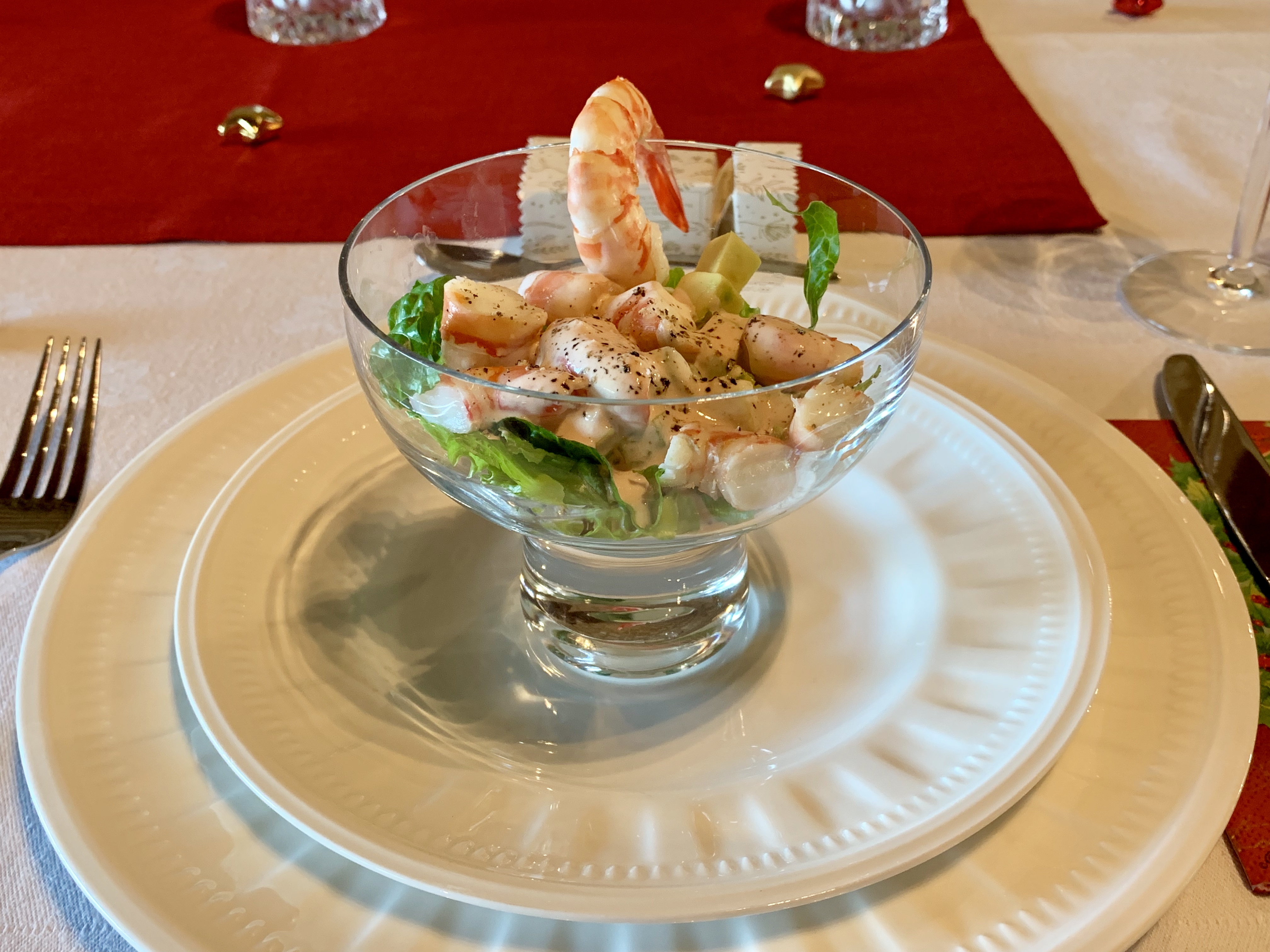
Креветочный салат-коктейль в креманке

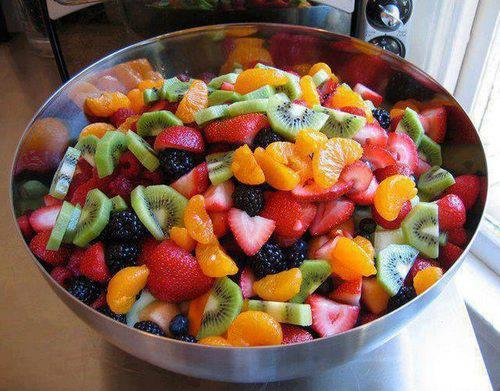
Фруктовый салат

Сала́т (от итал. salato — «то, что засолено» через фр. salade) — холодное блюдо, состоящее из одного вида или смеси разных видов сочетающихся между собой нарезанных продуктов в заправке. Салаты готовят из сырых и варёных овощей, консервированных и маринованных фруктов, плодов, ягод, грибов, в салаты также добавляют варёные яйца, отварное или жареное мясо, птицу, рыбу и морепродукты. Салат выступает как самостоятельное блюдо или дополнительный гарнир к холодным и горячим блюдам. Самые известные салаты — оливье, зелёный, фруктовый и нисуаз. В Болгарии шопский салат имеет статус национального блюда.
Специалист по составлению салатов называется «салатье», в Древней Греции мастерство приготовления салатов признавали искусством. В Испании бытует присказка, что для заправки салата требуется четыре человека: мудрец, чтобы его посолить, транжира, чтобы заправить оливковым маслом, скупец, чтобы приправить уксусом, и безумец, чтобы всё перемешать.
Салаты обычно сервируют в салатниках, а также закусочных тарелках и многосекционных блюдах. Салат-коктейли традиционно подают в стеклянной посуде — фужерах, креманках и верринах. Салат-бары — охлаждаемые стойки с предложением салатных ингредиентов в отдельных контейнерах для индивидуального составления салатов на предприятиях общественного питания с самообслуживанием. Американская ассоциация заправок и соусов с 1992 года ежегодно отмечает в мае национальный месячник салатов.

## История
По сведениям В. В. Похлёбкина, салат появился в кухне Древнего Рима и состоял исключительно из эндивия, петрушки и лука, которые приправляли мёдом, перцем, солью и уксусом. Германцы готовили салаты из дикорастущих трав и капусты. Салат оставался в кухне средневековой Италии исключительно растительным блюдом из листовых овощей и огородных трав. В конце XVI — начале XVII века салат из зелёного лука, перьев чеснока, мяты и петрушки проник во французскую кухню, его подавали гарниром к жаркому при французском королевском дворе. Затем в салат добавился латук, известный ныне как «кочанный салат», потому что именно такой французский зелёный салат был позаимствован другими европейскими кухнями. Вслед за латуком и его производными (парижским, берлинским, роменом) «салатными растениями» стали портулак, лебеда, черноголовник, цикорий, настурция, жеруха, кресс-салат, огуречная трава, полевой салат, одуванчик, ложечная трава, шпинат и щавель. Салатье при французском дворе получили статус придворных чиновников и за особо выдающиеся новые салатные комбинации награждались орденами. К началу XVIII века в Центральной Европе было известно не более полусотни рецептов салатов. В конце XVIII века в салаты стали добавлять белокочанную, савойскую и брюссельскую капусту, листовые горчицу, сельдерей, а также порей и шнитт-лук. В последнюю очередь во французских буквально зелёных салатах оказались свежие огурцы, спаржа и артишоки. Все французские дополнения нейтрализовали резкий вкус острого и пряного итальянского салата, которому потребовалась пикантная заправка из смеси прованского масла, сухого вина и винного уксуса, иногда также лимонного сока с солью и перцем. На рубеже XVIII и XIX веков в салаты стало допустимым добавлять незелёные овощи и корнеплоды, в связи с чем рецептура салатных заправок усложнилась, появились холодные соусы и, в частности, майонез, а русская кухня ввела в качестве заправки овощных салатов сметану.
В России XIX века блюда, приготовленные по принципу салатов из отваренных для «чистоты» «подземных» овощей, получили название «винегрет». Современный винегрет в русской кухне обязательно содержит отварную или печёную свёклу. «Земельный» привкус корнеплодов в салатах заглушали солёными и квашеными овощами: огурцами, капустой, каперсами, маслинами, корнишонами, солёными грибами и сельдью. В результате, по исторической классификации В. В. Похлёбкина, салаты подразделяются на «подлинные», строго овощные салаты, которые служат дополнением ко вторым жареным блюдам, и «закусочные», сборные, из отварных овощей, рыбы, мяса, дичи, яиц и грибов.

## Классификация
В зависимости от основного продукта в составе салаты подразделяются на овощные, грибные, рыбные, мясные и из дичи и птицы, для удобства в кулинарных книгах условно выделяют группы: салаты из овощей, смеси овощей и плодов, салаты фруктовые, салаты мясные с варёными мясопродуктами и салаты рыбные с варёными рыбой и морепродуктами. По количеству компонентов салаты бывают простые (из одного продукта) или составные (из нескольких). По способу оформления составные салаты делятся на полностью смешанные, которые сервируют в салатниках горкой или на тарелках через гарнирное кольцо, — для закусочных салатов, и букетной выкладки — для гарниров к горячим блюдам. В русской ресторанной подаче принято также комбинировать эти способы: полностью нарезают, смешивают и выкладывают в салатник только треть подготовленных продуктов, а остальное красиво укладывают ломтиками и букетиками сверху. По степени смешения ингредиентов выделяют салаты смешанные (если продукты с заправкой тщательно перемешаны) и слоёные (если продукты выложены друг на друга слоями и только обрызганы заправкой). По температуре подачи помимо обычных холодных (8—12 °C) салаты бывают тёплыми (30—35 °C). Тёплые салаты — овощные салаты с добавлением мяса, рыбы или бобовых, приготовляемые с тёплой салатной заправкой, или зелёные салаты из листовых овощей, служащие «подушкой» для горячего мяса или рыбы грилье.

## Названия
По утверждению В. В. Похлёбкина, во французской кухне прослеживается тенденция именовать овощные салаты по основному ингредиенту (зелёный, картофельный, свекольный, огуречный, сельдерейный), а закусочные — по месту приготовления или национальному признаку (польский, русский, итальянский). Многие именные названия в интернациональной кухне подразумевают конкретные рецепты салатов, в рецептах с национальным названием встречаются расхождения. В советской ресторанной кухне мясные, рыбные и крабовые салаты также получали собственные имена: «столичный», «московский», «юбилейный», «София».